# Oospila mesocraspeda
Oospila mesocraspeda är en fjärilsart som beskrevs av Louis Beethoven Prout 1912. Oospila mesocraspeda ingår i släktet Oospila och familjen mätare. Inga underarter finns listade i Catalogue of Life.